# Waldrada di Borgogna
Waldrada (Gualtrada) di Borgogna (... – X secolo) è stata, in quanto moglie di Bonifacio II di Spoleto, duchessa consorte di Spoleto e marchesa consorte di Camerino.

## Biografia
Era figlia del re di Borgogna Transgiurana Rodolfo I e di Willa di Provenza, figlia del re di Provenza Bosone e della sua prima moglie di cui non si conoscono né generalità né ascendenti (l'esistenza di questa moglie è confermata dagli Annales Fuldenses, che affermano che il conte di Provenza, Bosone, avvelenò la (prima) moglie e non (come erroneamente da alcuni viene sostenuto) di Ermengarda d'Italia, figlia dell'imperatore Luigi il Giovane e di Engelberga d'Alsazia. Rodolfo I di Borgogna era figlio del conte di Auxerre e di Borgogna, Corrado II di Borgogna (835-876), quindi della famiglia dei vecchi Guelfi e di Ermentrude di Wormsgau.
Waldrada sposò, prima del 922, Bonifacio II, duca di Spoleto. Il matrimonio intendeva preparare alla spedizione in Italia del fratello, il re Rodolfo II di Borgogna, che verso la fine del 921, come previsto da parte della nobiltà italiana, guidata dal marchese Adalberto I di Ivrea (?-924), aveva offerto a Rodolfo II la corona d'Italia. Questi accettò, attraversò le Alpi, si diresse su Pavia, capitale del regno, ed entrato in città, dalla maggior parte dei notabili, fu eletto re d'Italia, in contrapposizione a Berengario del Friuli, che oltre che re d'Italia era anche imperatore.

## Discendenza
Waldrada e Bonifacio ebbero i seguenti figli:
- Tebaldo, duca di Spoleto e marchese di Camerino[3];
- Willa (?-979?), andata in sposa a Uberto di Toscana, del clan dei Bosonidi[3];
- Everardo, vescovo di Arezzo[3]; egli è unico esponente della casata a ottenere una carica ecclesiastica; data la sua politica filo-ottoniana, si presume che nella sua elezione sia stata voluta per volontà ottoniana; eccetto questo caso, gli Hucpoldingi vennero per lo più ignorati da Ottone I[4];
- Adimaro, conte operante in ambito fiorentino-toscano[3][4]; da lui discende il ramo della famiglia detta degli Adimari, che ereditò gli interessi del gruppo parentale nel fiorentino[5]; egli ebbe diversi figli[6], tra cui Willa, che andò in sposa a Tedaldo di Canossa[7][8];
- Ubaldo II, duca e marchese[3] († entro il 981)[9]; sposò una certa Waldrada[3]; di lui si sa poco, ma sembra che il suo raggio d'azione patrimoniale fosse nell'Appennino bolognese[10]; egli ebbe come figli Gisla, che sposò il conte Tegrimo (II) (ascendente della dinastia dei Guidi e cugini terzi)[11][12], e Adalberto II, che sposò una certa Bertilla; questa coppia ebbe Bonifacio III, divenuto margravio di Toscana[10]; un altro figlio della coppia fu Walfredo, sposatosi con un'esponente della dinastia dei Severi dal nome sconosciuto, i quali ebbero due figli: il conte Ubaldo e soprattutto il duca di Spoleto Ugo III[3]; l'ultimo figlio della coppia fu Adalberto (III), all'epoca probabilmente minorenne[13], da cui derivano i conti di Romena-Panico[14];
- Adalberto I, conte operante nel bolognese nell'area della iudiciaria Mutinensis, antico possedimento paterno perduto, di cui probabilmente la dinastia riuscì a conservare qualcosa[10][15]; egli sposò Anna, vedova dal 944 di Guido, appartenente alla famiglia dei Bertaldingi[16], ed essi ebbero una figlia di nome Ermengarda[3].

## Ascendenza
|                        |                 |                    | Genitori     |  |  | Nonni |  |  | Bisnonni              |  |  | Trisnonni |  |
|                        |                 |                    |              |  |  |       |  |  | Corrado I di Borgogna |  |  | Guelfo I  |  |
|                        |                 |                    |              |  |  |       |  |  | Corrado I di Borgogna |  |  | Guelfo I  |  |
|                        |                 | Edvige di Baviera  |              |  |  |       |  |  | Corrado I di Borgogna |  |  |           |  |
| Corrado II di Borgogna |                 |                    |              |  |  |       |  |  | Corrado I di Borgogna |  |  |           |  |
|                        |                 | Adelaide d'Alsazia | Ugo di Tours |  |  |       |  |  |                       |  |  |           |  |
|                        |                 | Adelaide d'Alsazia | Ugo di Tours |  |  |       |  |  |                       |  |  |           |  |
|                        |                 | Adelaide d'Alsazia | Ava/Bava     |  |  |       |  |  |                       |  |  |           |  |
| Rodolfo I di Borgogna  |                 | Adelaide d'Alsazia |              |  |  |       |  |  |                       |  |  |           |  |
|                        |                 | …                  | …            |  |  |       |  |  |                       |  |  |           |  |
|                        |                 | …                  | …            |  |  |       |  |  |                       |  |  |           |  |
|                        |                 | …                  | …            |  |  |       |  |  |                       |  |  |           |  |
| Waldrada               |                 | …                  |              |  |  |       |  |  |                       |  |  |           |  |
|                        |                 | …                  | …            |  |  |       |  |  |                       |  |  |           |  |
|                        |                 | …                  | …            |  |  |       |  |  |                       |  |  |           |  |
|                        |                 | …                  | …            |  |  |       |  |  |                       |  |  |           |  |
| Waldrada di Borgogna   |                 | …                  |              |  |  |       |  |  |                       |  |  |           |  |
|                        | Bivin di Vienne | Bosone il Vecchio  |              |  |  |       |  |  |                       |  |  |           |  |
|                        | Bivin di Vienne | Bosone il Vecchio  |              |  |  |       |  |  |                       |  |  |           |  |
|                        | Bivin di Vienne | …                  |              |  |  |       |  |  |                       |  |  |           |  |
| Bosone I di Provenza   | Bivin di Vienne |                    |              |  |  |       |  |  |                       |  |  |           |  |
|                        |                 | Richilde           | …            |  |  |       |  |  |                       |  |  |           |  |
|                        |                 | Richilde           | …            |  |  |       |  |  |                       |  |  |           |  |
|                        |                 | Richilde           | …            |  |  |       |  |  |                       |  |  |           |  |
| Willa di Provenza      |                 | Richilde           |              |  |  |       |  |  |                       |  |  |           |  |
|                        |                 | …                  | …            |  |  |       |  |  |                       |  |  |           |  |
|                        |                 | …                  | …            |  |  |       |  |  |                       |  |  |           |  |
|                        |                 | …                  | …            |  |  |       |  |  |                       |  |  |           |  |
| …                      |                 | …                  |              |  |  |       |  |  |                       |  |  |           |  |
|                        |                 | …                  | …            |  |  |       |  |  |                       |  |  |           |  |
|                        |                 | …                  | …            |  |  |       |  |  |                       |  |  |           |  |
|                        |                 | …                  | …            |  |  |       |  |  |                       |  |  |           |  |
|                        |                 | …                  |              |  |  |       |  |  |                       |  |  |           |  |

### Fonti primarie
- (LA)  Monumenta Germanica Historica, Scriptores, tomus I.
- (FR)  Annales Bertiniani.
- (LA)  Monumenta Germaniae Historica, Scriptores, tomus III.